# Nils Svärd
Nils Edvard Svärd (ur. 10 lipca 1908 we Frösön, zm. 6 sierpnia 2001 w Lit) – szwedzki biegacz narciarski, brązowy medalista mistrzostw świata.

## Kariera
Igrzyska olimpijskie w Lake Placid w 1932 roku były pierwszymi i zarazem ostatnimi w jego karierze. W swoim jedynym starcie na tych igrzyskach, w biegu na 18 km techniką klasyczną zajął 10. miejsce, tracąc do zwycięzcy, Svena Utterströma, również reprezentanta Szwecji, blisko 6 minut.
W 1931 roku wystartował na mistrzostwach świata w Oberhofie zdobywając brązowy medal w biegu na 18 km stylem klasycznym. Na tych samych mistrzostwach zajął czwarte miejsce na dystansie 50 km, przegrywając walkę o brązowy medal ze swoim rodakiem Karlem Lindbergiem. W biegu na 18 km to Lindberg był czwarty.

## Osiągnięcia

### Igrzyska olimpijskie
| Miejsce | Dzień     | Rok  | Miejscowość | Konkurencja             | Wynik   | Strata | Zwycięzca       |
| ------- | --------- | ---- | ----------- | ----------------------- | ------- | ------ | --------------- |
| 10.     | 10 lutego | 1932 | Lake Placid | 18 km stylem klasycznym | 1:23:07 | +5:58  | Sven Utterström |

### Mistrzostwa świata
| Miejsce | Dzień     | Rok  | Miejscowość | Konkurencja             | Czas biegu | Strata | Zwycięzca            |
| ------- | --------- | ---- | ----------- | ----------------------- | ---------- | ------ | -------------------- |
| 3.      | 13 lutego | 1931 | Oberhof     | 18 km stylem klasycznym | 1:23:43    | +1:44  | Johan Grøttumsbråten |
| 4.      | 15 lutego | 1931 | Oberhof     | 50 km stylem klasycznym | 3:52:00    | +6:52  | Ole Stenen           |